# Dandong
Dandong (chinois simplifié : 丹东市 ; chinois traditionnel : 丹東市 ; pinyin : Dāndōng shì) est une ville-préfecture portuaire de l'est de la province du Liaoning dans le nord-est de la Chine. Elle était autrefois connue sous les noms d’Andong et d’Antung. Elle est située sur le golfe de Corée et le Yalou, fleuve qui marque la frontière entre la Chine et la Corée du Nord. La ville a une population de 780 000 habitants pour une superficie de 563 km2. La zone administrative couvre une superficie de 15 200 km2 et a une population de 2,4 millions d'habitants.
La grande muraille de Hushan (montagne du Tigre), la partie la plus orientale de la Grande Muraille de Chine, y est située.

## Histoire

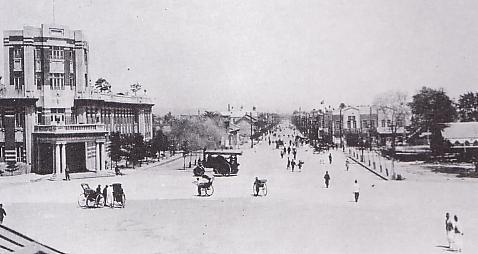
Vue d'Andong à l'époque du Mandchoukouo

La région a pris le nom de xian (district) d’Andong (安東縣) en 1876. "安東" signifie « pacifier l’est », un nom qui reflète les préoccupations de la Chine à cette époque. Elle fut occupée par le Japon à partir du début de la première guerre sino-japonaise en 1894. Au temps du Mandchoukouo, c’était la capitale de la province d’Andong. En 1907, le port est ouvert au commerce avec l’étranger. Le nom actuel a été adopté le 20 janvier 1965 et signifie l’est rouge. La dénomination a été changée car le nom précédent avait une connotation trop impérialiste. De nos jours, la ville agrandit son influence dans la région grâce au plan gouvernemental d’en faire le centre d’une zone de coopération économique frontalière pour l’export et l’import avec la Corée du Nord.

## Géographie

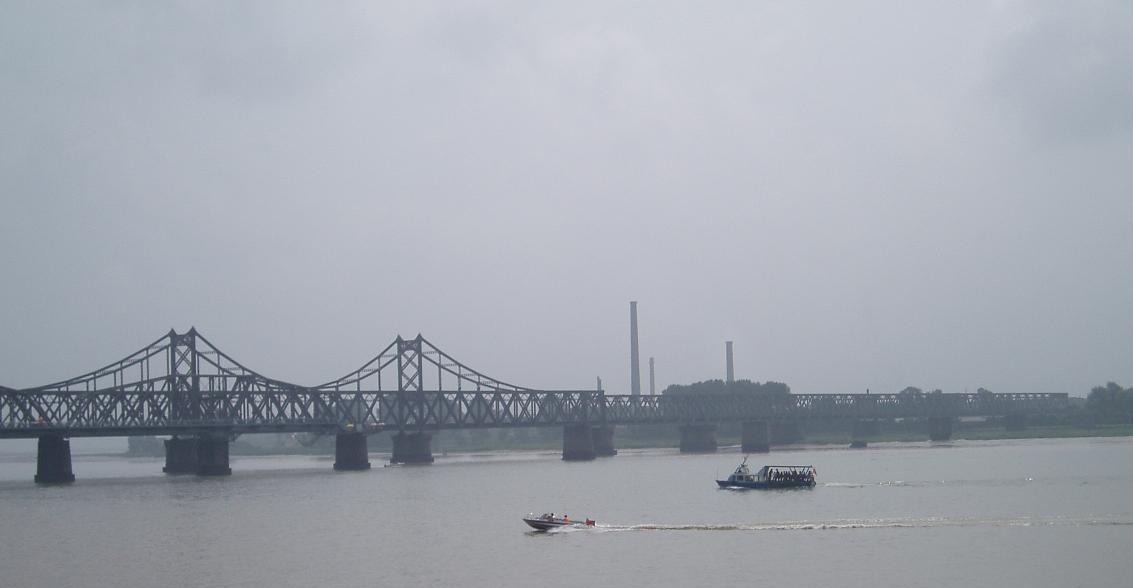
Le pont de l'amitié sino-coréenne sur le fleuve Yalou

La ville est limitrophe de la ville nord-coréenne de Sinŭiju. Le pont de l'amitié sino-coréenne les relie. Sa préfecture s’étend sur 196 km d’est en ouest et sur 160 km du nord au sud. Sa zone administrative compte 120 km de côte le long de la mer Jaune et comprend plusieurs iles dont celles de Dalu et de Xiaomai. Elle avoisine les préfectures de Dalian (SO), Anshan (O), Liaoyang (NO) et Benxi (N) ainsi que le Pyongan du Nord (E) en Corée.
Les hivers sont longs et rigoureux, les étés relativement chauds et humides ce qui correspond à un climat continental humide selon la définition de Köppen (Dwa). La température moyenne du mois le plus froid, janvier, est de −7,4 °C, celle du mois le plus chaud, août, est à 23,4 °C. Cependant, par rapport au reste de la région, la proximité de la mer se fait sentir et les saisons sont moins marquées qu’à l’intérieur des terres (voir le relevé météorologique de Shenyang).
| Mois                                | jan.  | fév. | mars | avril | mai  | juin | jui. | août | sep. | oct. | nov. | déc. | année |
| ----------------------------------- | ----- | ---- | ---- | ----- | ---- | ---- | ---- | ---- | ---- | ---- | ---- | ---- | ----- |
| Température minimale moyenne (°C)   | −11,4 | −8,6 | −2,4 | 4,1   | 10,2 | 15,9 | 20,3 | 20,1 | 13,7 | 6,3  | −1,2 | −8,3 | 4,9   |
| Température maximale moyenne (°C)   | −2,3  | 1,1  | 7,2  | 14,6  | 20   | 24,1 | 26,7 | 27,8 | 23,8 | 16,9 | 7,7  | 0,1  | 14    |
| Ensoleillement (h)                  | 195   | 200  | 228  | 234   | 243  | 213  | 159  | 199  | 225  | 215  | 172  | 174  | 2 459 |
| Précipitations (mm)                 | 7     | 9    | 18   | 46    | 73   | 107  | 251  | 218  | 105  | 49   | 28   | 13   | 926   |
| Nombre de jours avec précipitations | 3,8   | 3,6  | 5    | 8,2   | 9,8  | 11,7 | 15,6 | 12   | 7,9  | 6,8  | 6,2  | 3,9  | 94,5  |
| Humidité relative (%)               | 55    | 53   | 60   | 66    | 72   | 82   | 89   | 86   | 78   | 69   | 63   | 59   | 69    |

## Subdivisions administratives

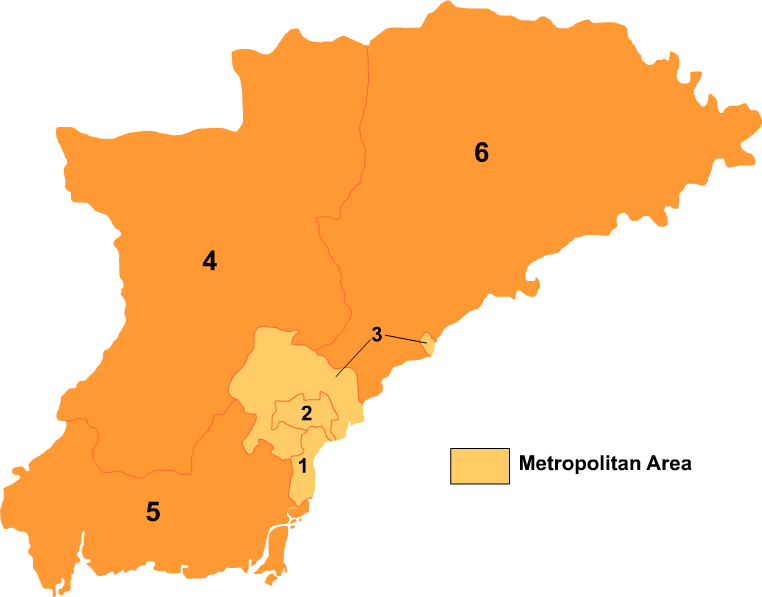
Divisions administratives

La ville-préfecture de Dandong exerce sa juridiction sur six subdivisions - trois districts qui couvrent la ville proprement-dite, deux villes-districts et un xian autonome  :
- 1. le district de Zhenxing - 振兴区 Zhènxīng Qū  (380 000 habitants, 80 km2, estimation de 2003);
- 2. le district de Yuanbao - 元宝区 Yuánbǎo Qū  (180 000 habitants, 81 km2);
- 3. le district de Zhen'an - 振安区 Zhèn'ān Qū  (190 000 habitants, 669 km2);
- 4. la ville de Fengcheng - 凤城市 Fèngchéng Shì  (580 000 habitants, 5 518 km2);
- 5. la ville de Donggang - 东港市 Dōnggǎng Shì  (640 000 habitants, 2 496 km2);
- 6. le xian autonome mandchou de Kuandian - 宽甸满族自治县 Kuāndiàn Mǎnzú Zìzhìxiàn (440 000 habitants, 6 186 km2).

D'après le recensement de 2000, le rapport entre les hommes et les femmes était de 99,5 hommes pour 100 femmes. 81,6 % de la population avait plus de 15 ans. Au niveau ethnique, les Hans regroupent 87,6 % de la population. Avec 9,6 %, les Mandchous sont nettement minoritaires et sont fortement assimilés ce qui fait qu’il n’y a que peu de différences entre les deux groupes bien qu’un certain nombre de mots mandchous soient encore présents dans le dialecte local. Les Huis musulmans forment la seconde minorité avec 1,5 %. Les Coréens n’ont pas été pris en compte par le recensement officiel mais leur nombre est estimé à 20 000 ou 30 000. Un certain nombre de panneaux et de publicités sont écrits en mandarin et en coréen et il y a beaucoup de restaurant et de magasins coréens ainsi que des églises, des écoles et d’autres institutions culturelles.

## Économie

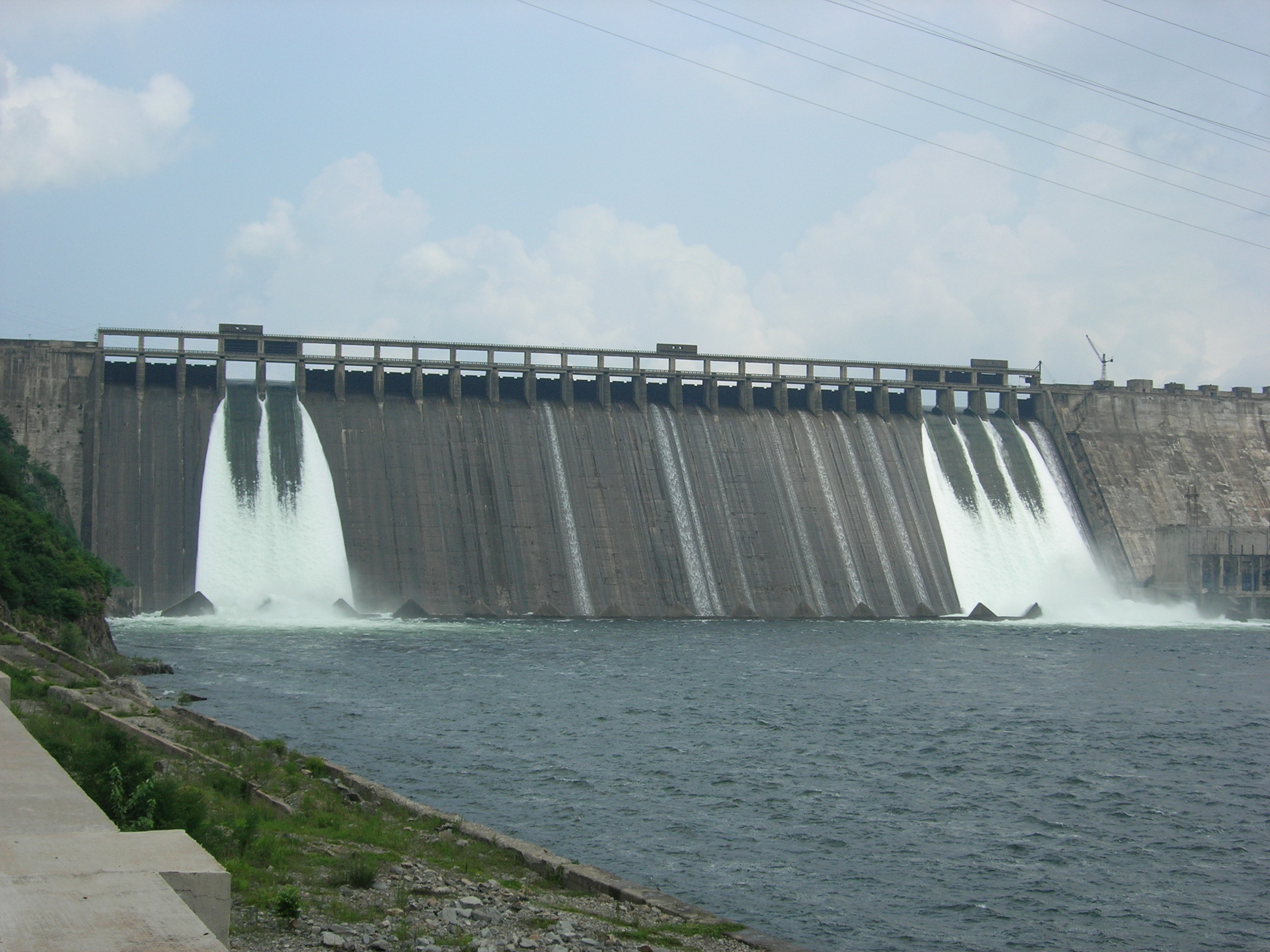
Le barrage de Supung

Dandong est un important port d'exportation de la province du Liaoning. Il est relié par rail à Shenyang et à la Corée du Nord.
En 2004, le PIB total a été de 29,1 milliards de yuans.

## Tourisme et patrimoine

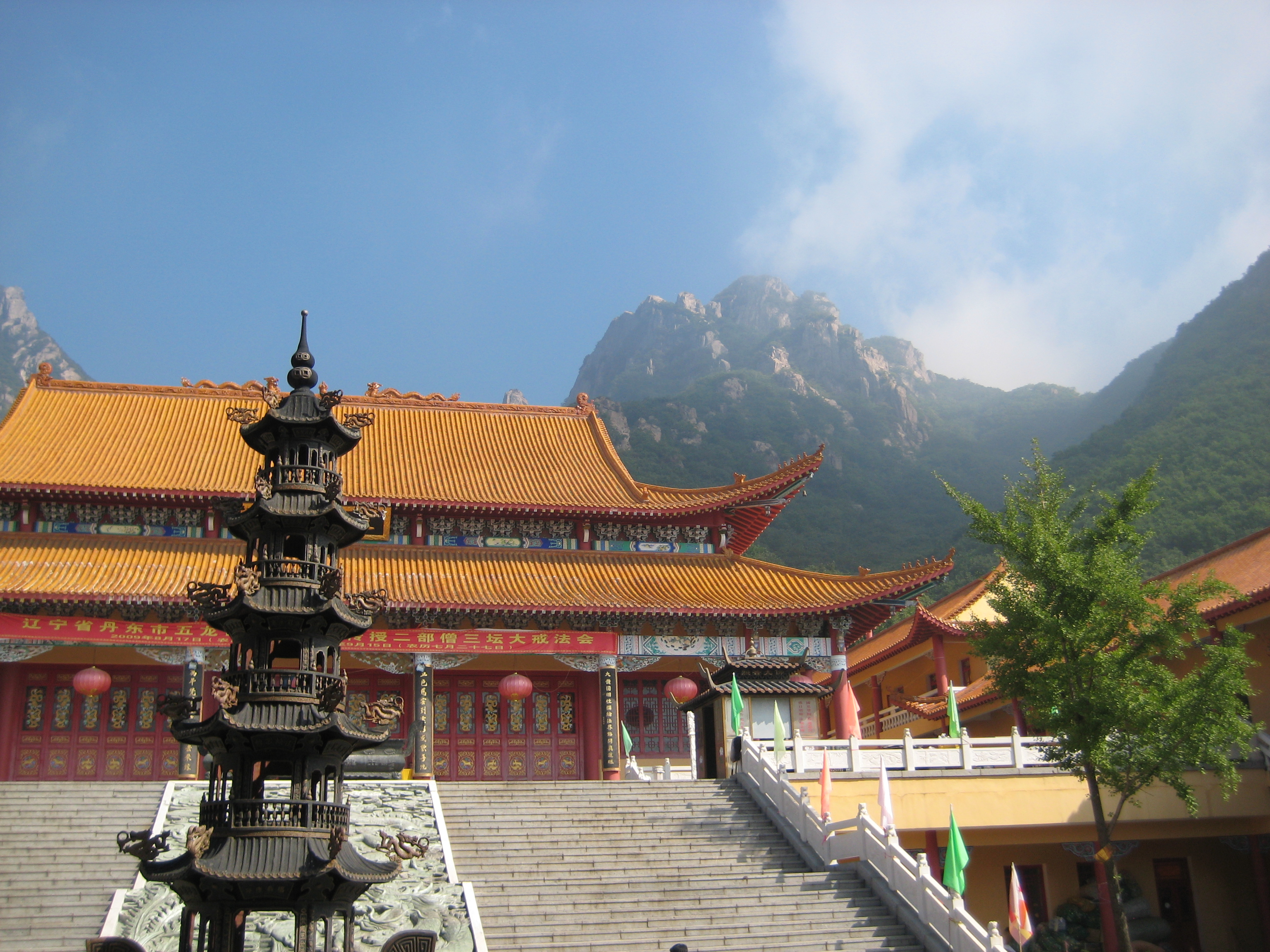
Le monastère du mont Wulong

Dandong a accueilli 5,86 millions de touristes en 2004 dont 81 000 qui venaient de l’étranger et 16 000 qui ont voyagé vers la Corée du Nord. La ville est connue pour ses deux ponts sur le Yalou, le pont de l'amitié sino-coréenne étant la principale porte d’entrée vers la Corée. Une des principales attractions est de faire un tour en bateau sur le fleuve pour se rapprocher de la frontière et profiter d’une vue rapprochée de la ville nord-coréenne de Sinŭiju. Elle accueille également un grand musée consacré à la guerre de Corée.
Autres points particuliers:
- Le mont Jinjiang (锦江山), actuellement le plus grand parc de la ville servait auparavant de poste de surveillance pour l’armée. Il comporte une tour en bois de style coréen au plus haut de ses sommets.
- La grande muraille de Hushan, au nord de la ville, est le point terminal de la grande muraille de la dynastie des Ming.
- Le Dagushan (大孤山, le mont solitaire), près de la ville de Gushan. Il est occupé par des temples taoïstes datant de la dynastie des Tang.
- Le parc national de Fenghuangshan (凤凰山国家公园), le mont Phoenix) près de la ville de Fengcheng. Il abrite des temples, des pagodes et une grotte avec des stalactites.
- Le Wulongshan (五龙山, le mont des cinq dragons). À 20 km au nord-ouest du centre-ville, c'est une montagne boisée culminant à 708 m d'altitude.